# Red fantasma
Para la red de espionaje de computadoras, ver GhostNet.

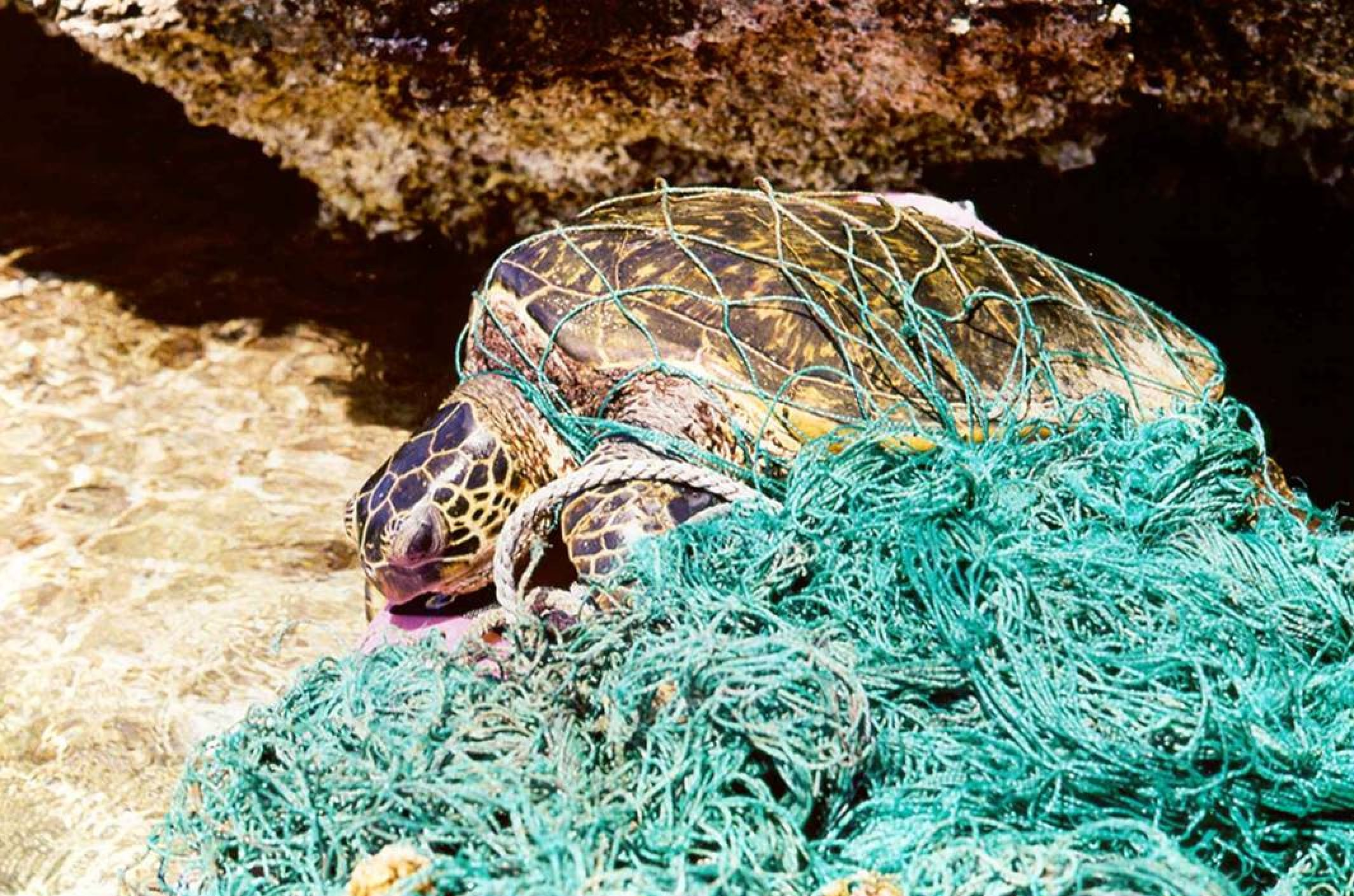
Tortuga marina enredada en una red fantasma

Redes fantasmas son redes de pesca que han sido perdidas o abandonadas por pescadores.
Estas redes, casi invisibles a la luz del día, pueden enredarse en arrecifes, rompiendo los corales, o flotar a la deriva en mar abierto donde pueden enredar peces, delfines, tortugas marinas, tiburones, dugongos, cocodrilos, aves marinas, cangrejos y otras criaturas, incluidos ocasionales buzos humanos.
Hechas para lo que fueron estas redes a pesar de quedar desechadas siguen funcionando, por lo que restringen el movimiento en el animal atrapado, causando hambre, laceraciones e infecciones, y –en animales que necesitan volver a la superficie para respirar– sofocación.

## Descripción

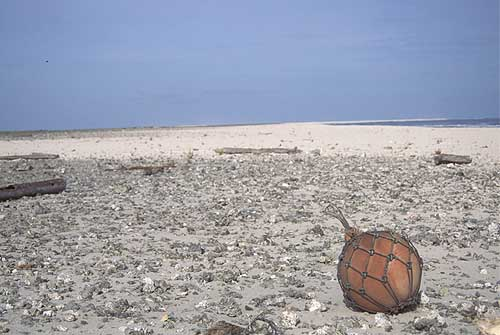
Una boya de vidrio en la playa. Muchas de estas boyas para redes de pesca llegan a las costas de las islas del Pacífico. La pérdida de las boyas puede dejar redes a la deriva que continúan atrapando peces, pájaros que se sumergen para cazar, y mamíferos marinos.

Algunos pescadores comerciales usan redes de enmalle. Éstas están ancladas al fondo del mar y en el borde superior con boyas de flotación. Esto crea una pared de cientos de metros de largo, donde cualquier pez de cierto tamaño puede ser atrapado. Normalmente estas redes son recogidas por los pescadores y la captura retirada. De cualquier modo, si esto no se hace la red continua atrapando peces hasta que el peso de la caza excede la fuerza que hacen las boyas de flotación. La red se hunde, y los pescados son devorados en el fondo por crustáceos u otros peces. Luego la flotación tira de la red hacia arriba y el ciclo comienza de nuevo. Dada la alta calidad de los sintéticos usados para fabricar las redes, estas capturas pueden continuar por mucho tiempo. Las redes antiguas eran de fibras vegetales, como cáñamo, que perdidas terminaban pudriéndose y desapareciendo, pero desde mediados del siglo XX fueron rápidamente sustituidas por las de fibras sintéticas, como nailon, más resistentes y duraderas por lo que crean otro problema al quedar abandonadas, porque el plástico dura siglos y solo se va fragmentando hasta acabar reducido a microplásticos que entran en el sistema alimentario marino.
El problema no solo son las redes; viejas trampas para langostas, sin mantenimiento, dejadas en el fondo, se transforman en trampas que atrapan cangrejos y langostas año tras año sin control, a esto se le llama  “pudrición en la trampa”. Incluso líneas de pesca hechas un ovillo pueden ser mortales para una variedad de criaturas, incluyendo aves y mamíferos marinos. Cada vez las redes marinas se fabrican más eficaces. En general, es menos probable que los peces sean atrapados en redes que han estado bajo el agua por mucho tiempo.
Entre 1980 y 1981 el gobierno francés ofreció recompensas por las redes fantasma entregadas a los guardacostas, en una fracción de la costa de Normandía. El proyecto fue abandonado porque la gente vandalizaba redes para obtener recompensas, sin sacar ninguna verdadera red fantasma de las costas.
Desde inicios del siglo XXI diversas organizaciones tratan de sensibilizar sobre el problema a gobiernos y pescadores locales para que colaboren en la identificación y retirada de redes abandonadas. En 2015, una misión liderada por WWF en el Mar Báltico logró recuperar 268 toneladas de redes, cuerdas y otros materiales.